# Corsaire Bière
Corsaire Bière is een biermerk uit het Franse departement Guadeloupe. Het bier wordt gebrouwen in de Carib Brewery Trinidad Limited te Trinidad en Tobago voor de Brasserie du Corsaire.
Het is een blonde lager met een alcoholpercentage van 5,4%. Dit bier behoort samen met Gwade (gebrouwen voor Les Brasseurs de Guadeloupe) tot de twee lokale bieren van het eiland. De naam corsaire verwijst naar kaper (of piraat).